# Adelphi Theatre (New York)
Das Adelphi Theatre ist ein ehemaliges Theater mit über 1400 Sitzplätzen am New Yorker Broadway (152 West 54th Street). 

## Wechselnde Namen
Unter dem Namen Craig Theatre wurde das Gebäude 1928 eröffnet. Nur in der Zeit 1934–1940 und 1944–1958 hieß es Adelphi Theatre. 1958 wurde es in 54th Street Theatre, 1965 in George Abbott Theatre umbenannt und 1970 abgerissen, um dem Gebäudekomplex des Hilton Hotels Platz zu machen. 

## Geschichte
1934 wurde das Gebäude durch das Federal Theater Project übernommen, ein staatliches Programm zur Beschäftigung arbeitsloser Schauspieler während der Great Depression. 1940 wurde es durch die spiritistische Organisation Royal Fraternity of Master Metaphysicians erworben, bis zur Verhaftung ihres Leiters James Bernard Schafer 1942. 1943 diente es eine Spielzeit lang als jiddisches Theater, bis es die Shubert Organization 1944 übernahm. In den 1950er-Jahren verwendete es die Fernsehgesellschaft DuMont Television Network als Studio, wo die Sketch-Reihe The Honeymooners gedreht wurde. 1957 wurde es wieder zum Theater umfunktioniert, nach einer Reihe von Misserfolgen wie Jule Stynes Musical Darling of the Day (1968) aber an die Hilton-Gruppe verkauft, die New Yorks größtes Hotel auf diesem Areal errichtete.

## Produktionen
Berühmt wurde das Theater unter diesem Namen hauptsächlich aufgrund folgender erfolgreicher Musical-Produktionen: Leonard Bernsteins On the Town (1944), Kurt Weills Street Scene (1947), Richard Adlers und Jerry Ross’ Damn Yankees (1955), die Elvis-Presley-Parodie  Bye Bye Birdie von Charles Strouse (1960) oder das Spätwerk No Strings (1962) von Richard Rodgers. Auch Martha Graham war hier mit ihrer Ballett-Truppe zu sehen.